# Salpesia
Salpesia là một chi nhện trong họ Salticidae.